# Pediopsis tiliae
Pediopsis tiliae är en insektsart som beskrevs av Ernst Friedrich Germar 1831. Pediopsis tiliae ingår i släktet Pediopsis och familjen dvärgstritar. Enligt den finländska rödlistan är arten nära hotad i Finland. Arten är reproducerande i Sverige. Artens livsmiljö är lundskogar. Inga underarter finns listade i Catalogue of Life.